# غوستافو زاباتا
غوستافو زاباتا (بالإسبانية: Gustavo Zapata)‏ (مواليد 15 أكتوبر 1967) هو لاعب كرة قدم. يلعب مع منتخب الأرجنتين لكرة القدم منذ عام 1998.

## وصلات خارجية
- غوستافو زاباتا على موقع رابطة كرة القدم اليابانية للمحترفين (اليابانية)
- غوستافو زاباتا على موقع قاعدة بيانات كرة القدم.إي يو (الإنجليزية)
- غوستافو زاباتا على موقع ناشيونال فوتبول تيمز (الإنجليزية)
- غوستافو زاباتا على موقع Soccerway.com (الإنجليزية)
- غوستافو زاباتا على موقع عالم كرة القدم.نت (الإنجليزية)

- National Football Teams